# 红军总医院罗源厚富分院旧址
红军总医院罗源厚富分院旧址，位于福建省福州市罗源县中房镇厚富村30-1号，因是中国工农红军在第一次国共内战期间设立的罗源县苏维埃政府总医院旧址，在2021年9月入选第八批罗源县文物保护单位。
红军总医院罗源厚富分院旧址所在建筑是厚富村朱氏祠堂，1933年中国共产党在该村成立厚富乡苏维埃政府，翌年中共连罗县委在此地设立一所红军医院分院，内有一面可能刻自道光年间的朱熹祖训木屏风，由6扇合成，宽4米，高2米。2014年有修缮。2023年入选第二批福建省不可移动革命文物名录。